# Covington (Kentucky)
Covington ist eine Stadt im Kenton County in den Vereinigten Staaten von Amerika. Die Stadt liegt am Zusammenfluss des Ohio River und des Licking River. Das U.S. Census Bureau hat bei der Volkszählung 2020 eine Einwohnerzahl von 40.961 ermittelt. Covington ist zusammen mit der Stadt Independence Sitz der Countyverwaltung.

## Geografie und Klima
Nach Angaben des United States Census Bureau breitet sich Covington über eine Fläche von 35,4 km² aus, von denen 1,4 km² mit Wasser bedeckt sind. Der Wasseranteil der Gesamtfläche beträgt somit 3,88 %.

## Bevölkerungsstatistik
Nach der Volkszählung von 2010 leben in Covington 40.640 Menschen in 16.885 Haushalten. Die Bevölkerungsdichte lag bei 1148,0 Personen/km². Die weiße Bevölkerung war mit 82,0 % am stärksten vertreten, gefolgt von der afroamerikanischen Bevölkerung mit 11,9 %.

## Geschichte
Im Jahr 1814 kauften 3 Kaufleute 150 Hektar Land unterhalb des Ohio Rivers und nannten ihr dort gegründetes Unternehmen „Covington Company“ in Gedenken an General Leonard Covington, einem amerikanischen Offizier der 1813 im Britisch-Amerikanischen Krieg gestorben war. Die Investoren planierten das Land für eine neue Stadt die etwa fünf Blöcke breit und fünf Blöcke tief war. Die ersten fünf Straßen wurden nach den ersten Gouverneuren von Kentucky benannt: Shelby, Garrard, Greenup, Scott und Madison.
Im Februar 1815 wurde Covington durch den Staat Kentucky als Ortschaft anerkannt und eingetragen. Zu diesem Zeitpunkt gehörte Covington und das gesamte Gebiet des heutigen Kenton County zum Campbell County.
Bis zum Jahr 1840 wuchs die Stadt vor allem durch deutsche Einwanderer erheblich an und hatte bereits über 2000 Einwohner. Durch mehrere Eingemeindungen in den folgenden Jahrzehnten wuchs die Bevölkerung bis zum Jahr 1900 auf 42.938 an. Die größte Bevölkerungszahl mit 62.252 Einwohnern hatte Covington im Jahr 1930. Nach der Großen Depression sank die Bevölkerungszahl erstmals in der Geschichte Covingtons und blieb die nächsten zwei Dekaden ungefähr bei 60.000. Mit der einsetzenden Stadtflucht in den 1960ern und 1970ern sank die Bevölkerungszahl weiter, bis sie 1990 den Tiefststand von 43.264 erreichte. Seitdem wachsen die Einwohnerzahlen wieder leicht.

## Wirtschaft und Infrastruktur

### Verkehr
Covington ist über die Interstates 71, 75, 275 und die U.S. Route 42 an das Fernstraßennetz angeschlossen.
Die Stadt ist ans Streckennetz des Bahnunternehmens CSX Transportation angeschlossen.
16 km südlich der Stadt befindet sich der Cincinnati/Northern Kentucky International Airport, welcher von 12 Fluggesellschaften angeflogen wird. Die Fluggesellschaft Delta Airlines bietet Direktverbindungen nach Frankfurt, München, Zürich, London und Paris an. Aufgrund der Einsparungen bei Delta gibt es inzwischen als einzigen Transatlantik-Direktflug nur noch das Ziel Paris.

### Bildung
Zu Covington gehört der größte unabhängige Schulbezirk in Kentucky mit ungefähr 4500 Schülern und ca. 850 Mitarbeitern. In Covington befinden sich sechs Grundschulen, eine Junior High School, eine Senior High School, ein frühkindliches Bildungszentrum und eine Alternative School. Außerdem befindet sich in der Stadt ein Community & Technical College.
Die Northern Kentucky University befindet sich im 10 km entfernten Newport.

## Sport
Zwischen 2014 und 2016 fanden die ersten drei Austragungen der Panamerika-Meisterschaften im Cyclocross im Devou Park in Covington statt.

## Söhne und Töchter der Stadt
- Tyree Harris Bell (1815–1902), General der Konföderierten Staaten von Amerika im Amerikanischen Bürgerkrieg
- Frank Duveneck (1848–1919), Maler, Radierer und Bildhauer des Impressionismus
- Richard P. Ernst (1858–1934), Jurist und Politiker
- Michael Joseph Gill (1864–1918), Politiker
- Wade H. Ellis (1866–1948), Jurist und Politiker
- Harry B. Hawes (1869–1947), Politiker
- William H. Twenhofel (1875–1957), Geologe und Paläontologe
- Frederick William Franz (1893–1992), Präsident der Watchtower Bible and Tract Society
- Ben Lucien Burman (1895–1984), Journalist und Schriftsteller
- Una Merkel (1903–1986), Schauspielerin
- George Hurrell (1904–1992), Porträt- und Modefotograf
- Robert Surtees (1906–1985), Kameramann
- John Wilkinson Taylor (1906–2001), Lehrer, Generaldirektor der UNESCO
- Dorothy Spencer (1909–2002), Filmeditorin
- Clarence Lushbaugh (1916–2000), Radiologe und Pathologe
- Milton George Henschel (1920–2003), Präsident der Watchtower Bible and Tract Society
- Carl Faith (1927–2014), Mathematiker
- Ken Lucas (* 1933), Politiker
- Eric Orr (1939–1998), Maler und Installationskünstler
- Ron Ziegler (1939–2003), Pressesprecher des Weißen Hauses unter Richard Nixon
- Luther Hughes (* 1946), Jazzmusiker
- Adrian Belew (* 1949), Gitarrist und Komponist